# Hans Björklund
Hans Olof Axel Björklund, född 29 oktober 1950 i Ludvika, är en svensk ingenjör och uppfinnare.
Hans Björklund utbildade sig till civilingenjör i elektroteknik på Kungliga tekniska högskolan med examen 1974. Han började därefter på Asea i Ludvika, sedermera ABB:s division för Power Systems HVDC (högspänd likström). 
Hans Björklund fick Polhemspriset 2014 för att ha utvecklat ett allt bättre kontroll- och skyddssystem för elnät med hjälp av mikrodatorer, kallat MACH – Modular Advanced Control System for HVDC.